# Igelsjön (Askers socken, Närke)
Igelsjön är en sjö i Örebro kommun i Närke och ingår i Nyköpingsåns huvudavrinningsområde.